# Agnieszka Radwańska
Agnieszka Roma "Aga" Radwańska (n. 6 martie 1989, Cracovia, Polonia) este o jucătoare profesionistă de tenis poloneză. Radwańska a atins punctul culminant al carierei sale, ocupând locul 2 mondial în iulie 2012, iar în prezent este retrasă din activitatea sportivă tenisistică.
Radwańska deține un număr de distincții în tenis. Ea este prima jucătoare poloneză din era Open-urilor care reușește să ajungă în finala unui turneu de Mare Slam (Wimbledon 2012), prima poloneză care își adjudecă un titlu WTA (Nordea Nordic Light Open din 2007), și câștigătoarea celui mai lung meci jucat în 3 seturi de la Turneul Campioanelor. În plus, ea a câștigat premiul WTA pentru cea mai impresionantă jucătoare nou venită în anul 2006.
Radwańska a fost votată de fani pe site-ul WTA drept cea mai populară jucătoare timp de 4 ani la rând (2011–2014), deținând un record la acest capitol. Pentru rezultatele sale sportive și pentru că și-a reprezentat țara cu mândrie, în 2013 a fost premiată cu Crucea de aur pentru merit de către președintele polonez Bronisław Komorowski. Este prima jucătoare de tenis poloneză care a câștigat peste un milion de dolari pe teren.

## Viața personală
Născută în Cracovia din părinții Robert și Marta Radwański, Radwańska a început să joace tenis la vârsta de 4 ani, după ce tatăl său o introducea în lumea sportului. Sora sa mai tânără, Urszula Radwańska, este de asemenea jucătoare de tenis. Radwańska a declarat că idolii ei sunt Pete Sampras și Martina Hingis. Ea a studiat turismul la universitatea din Cracovia.
Radwańska este practicantă a religiei romano-catolice, și a luat parte la Campania poloneză catolică intitulată "Nie wstydzę się Jezusa!" ("Nu sunt rușinat de Iisus!"). Ea a înregistrat un videoclip pentru campanie în care își îndemna fanii să “nu le fie rușine să creadă” și și-a aranjat mingile de tenis astfel încât ei să citească "JEZUS" ("IISUS"). În vara lui 2013, ea a fost exclusă din campanie după ce a pozat dezbrăcată pentru revista The Body Issue. 
Conform revistei Forbes, în 2012, ea a fost a 9-a cea mai bine plătită sportivă femeie din lume.

## Carieră

### 2005–2006: Primii ani
Radwańska a câștigat titlul la junioare la Wimbledon în 2005, învingând-o pe Tamira Paszek. Ea a continuat câștigând titlul la French Open în 2006 cu o victorie împotriva Anastasiei Pavlyuchenkova. Ea a jucat primul ei turneu WTA în 2006 la J&S Cup (cunoscut mai târziu ca Open-ul Varșoviei) în Varșovia, învingând-o pe Anastasia Myskina în primul meci. Ea a ajuns până în sferturile de finală, unde a pierdut în 3 seturi în favoarea Elenei Dementieva.
La  turneul de la Wimbledon din 2006, a fost eliminată în a 4-a rundă de Kim Clijsters. La US open a reușit să ajungă până în runda a 2-a, când a pierdut în fața Tatianei Golovin. La turneul Fortis Championships Luxembourg, Radwańska a pierdut în semifinale în fața Francescăi Schiavone, după ce a reușit să elimine fostul număr 1 mondial, Venus Williams în a doua rundă și pe Dementieva în sferturi.

### 2007–2008: Primul titlu WTA și descoperirea

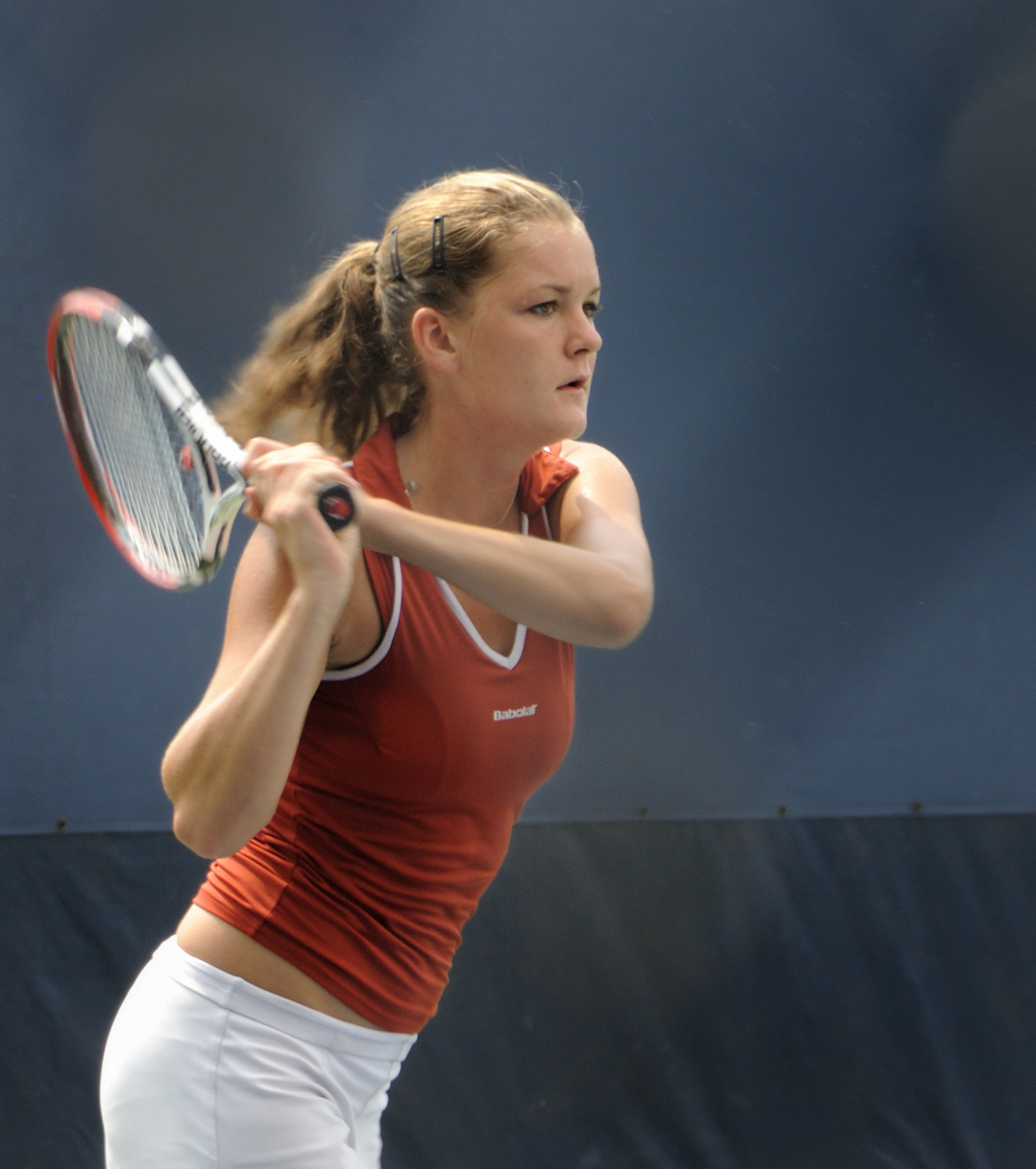
Radwańska în acțiune la US Open 2008.

Radwańska a participat la ediția din 2007 a turneului Australian Open, dar a fost eliminată de Ana Ivanovic în a doua rundă. La Sony Ericsson Open 2007, Radwańska și-a învins marele idol, pe Martina Hingis, într-un meci jucat în 3 seturi în a 3-a rundă a turneului. A părăsit însă turneul în a 4-a rundă, după ce a fost eliminată de Tathiana Garbin.
În august 2007, Agnieszka Radwańska a devenit prima jucătoare poloneză din istorie care a cucerit un titlu WTA la simplu,învingând-o pe Vera Dushevina în finala turneului Nordea Nordic Light Open. A continuat învingând-o în runda a 3-a la US Open pe Maria Sharapova, fosta câștigătoare a turneului, înainte de a fi eliminată în runda a 4-a de jucătoarea israeliană Shahar Pe'er.
Radwańska a ajuns până în sferturi la Australian Open în 2008, eliminând-o în a 3-a rundă pe Svetlana Kuznetsova, număr 2 mondial la acea vreme. În următoarea rundă a reușit să o elimine pe Nadia Petrova, a 14-a favorită a turneului, fiind eliminată însă în sferturi de Daniela Hantuchová. la Pattaya Women's Open din Thailanda, Radwańska a câștigat al doilea titlu WTA la simplu, învingând-o pe Jill Craybas în finală. La Qatar Ladies Open, Radwańska a ajuns până în semi-finale, fiind eliminată de Maria Șarapova care ulterior a câștigat turneul. În mai 2008, ea a câștigat İstanbul Cup pe zgură roșie cu o victorie împotriva Elenei Dementieva , câștigând astfel al treilea titlu WTA. Apoi a ajuns până în a patra rundă la French Open, dar a fost eliminată de a 3-a favorită a turneului, Jelena Janković.
Pe iarbă, Radwańska a câștigat International Women's Open din Eastbourne, învingând-o pe Nadia Petrova în finală. La Wimbledon, ea a câștigat împotriva Svetlanei Kuznetsova în runda a 4-a ,  fiind apoi eliminată de Serena Williams în sferturi. La ediția din 2008 a  Jocurilor Olimpice de Vară din Beijing, Radwańska a fost eliminată în runda a 2-a de Francesca Schiavone. A reușit apoi să ajungă până în runda a 4-a a US Open, pierzând în fața lui Venus Williams. Mai târziu, a participat la ediția din  2008 a Turneul Campioanelor WTA, luându-i locul Anei Ivanovic care a fost nevoită să se retragă . A învins-o pe Svetlana Kuznetsova în 2 seturi. Radwańska a încheiat anul ca prima femeie poloneză care a câștigat peste 1 million de dolari americani din sport, totodată fiind și prima care a reușit să ajungă pe locul 10 în ierarhia mondială.

### 2009–2010: Clasarea în top 10 WTA

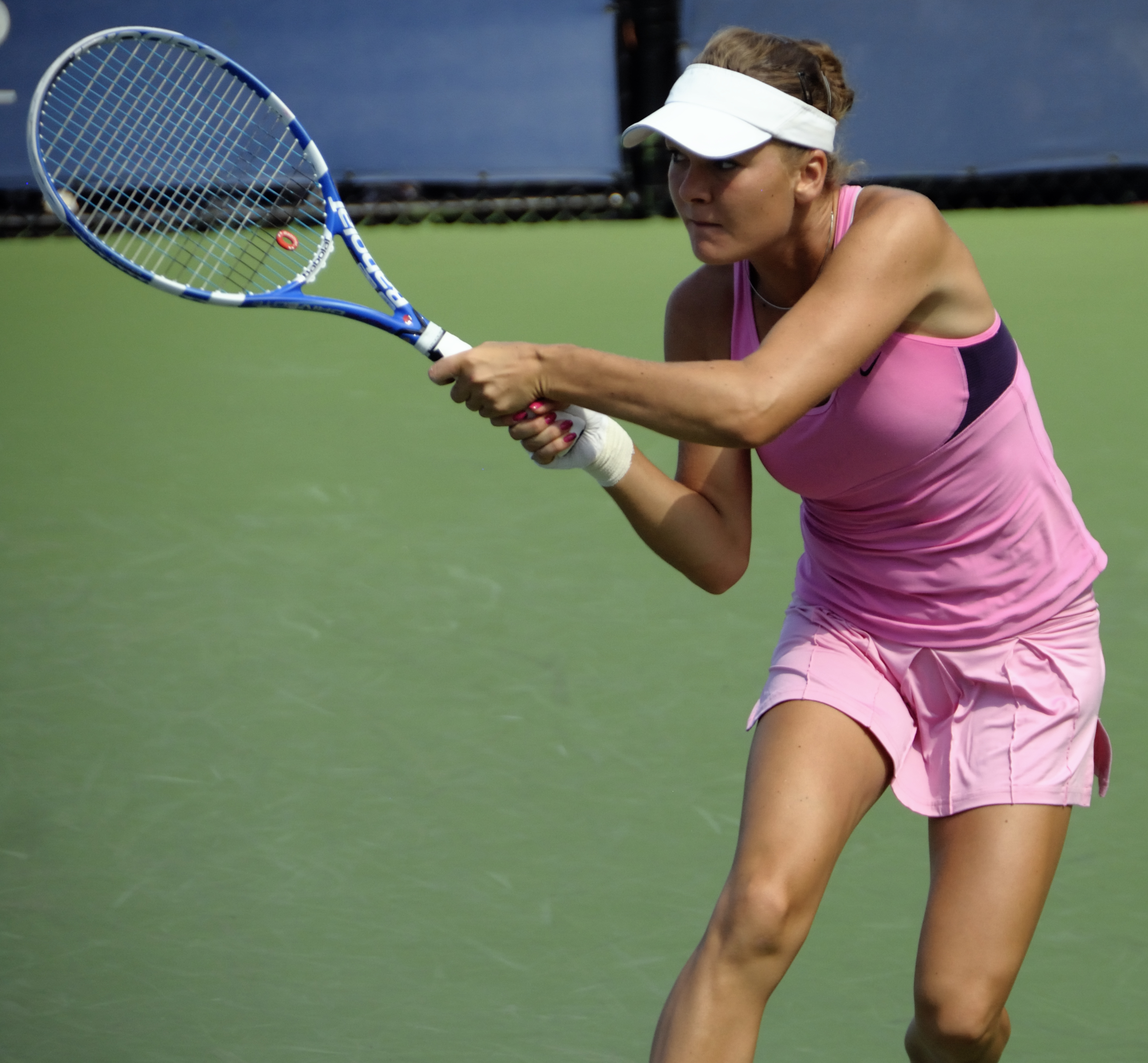
Radwańska jucand la US Open in 2009.

Radwańska a ajuns până în sferturi la turneul Medibank International Sydney din 2009, pierzând în 3 seturi împotriva viitoarei câștigătoare a turneului, Elena Dementieva. A fost eliminată din prima rundă la Australian Open de Kateryna Bondarenko.
La  BNP Paribas Open 2009, a câștigat împotriva Samanthei Stosur și a Aleksandrei Wozniak, reușind să ajungă până în sferturile de finală unde a fost eliminată de Anastasia Pavlyuchenkova. La Sony Ericsson Open, a pierdut în runda a 4-a împotriva lui Venus Williams, într-un meci de 3 seturi. La ediția din 2009 a  French Open a reușit să ajungă până în runda a 4-a, pierzând în 3 seturi în fața viitoarei câștigătoare a turneului, Svetlana Kuznetsova. Ea și sora sa Urszula au reușit să ajungă până în sferturile de finală la dublu. Mai departe a ajuns pentru a doua oară consecutiv în sferturile de finală ale Wimbledonului, pierzând în fața lui Venus Williams.
În 2009 a jucat prima semi-finală la Tokyo, unde a pierdut în 3 seturi în fața viitoarei campioane, Maria Șarapova. A jucat prima finală a anului în China, pierzând în 2 seturi în fața Svetlanei Kuznetsova.
Radwańska și partenera ei de dublu, Maria Kirilenko au ajuns până în semifinale la  Australian Open 2010, pierzând în fața perechii numărul 1 mondial, Cara Black și Liezel Huber in trei seturi. La BNP Paribas Open, Radwańska le-a eliminat pe Marion Bartoli și Elena Dementieva, fiind eliminată în semi-finale de Caroline Wozniacki. Radwańska a participat și la Sony Ericsson Open 2010, unde a fost învinsă în sferturi de Venus Williams. La Wimbledon 2010, a fost eliminată în runda a 4-a de Li Na, pe care în urmă cu un an reușea să o elimine în aceeași rundă a turneului.
Radwańska a ajuns până în finală la Mercury Insurance Open 2010, fiind învinsă de Svetlana Kuznetsova. Din cauza unei fracturi la picior, Radwańska a încheiat sezonul 2010 la China Open, unde a pierdut în 3 seturi în fața lui Angelique Kerber.  Ulterior, Radwańska a terminat anul în afara Tennis Top 10.

### 2011: Titluri la Tokyo și Beijing
Radwańska a ajuns până în sferturile de finală la Australian Open, pierzând în fața viitoarei câștigătoare a turneului, Kim Clijsters. La Indian Wells a ajuns până în runda a 4-a, unde a fost eliminată de Victoria Azarenka, și de asemenea la Miami, pierzând în fața Verei Zvonareva. În schimb a câștigat proba de dublu a turneului de la Miami alături de Daniela Hantuchová, învingându-le pe Nadia Petrova și Liezel Huber în finală. La French Open 2011 a fost eliminată de Maria Sharapova în runda a 4-a.

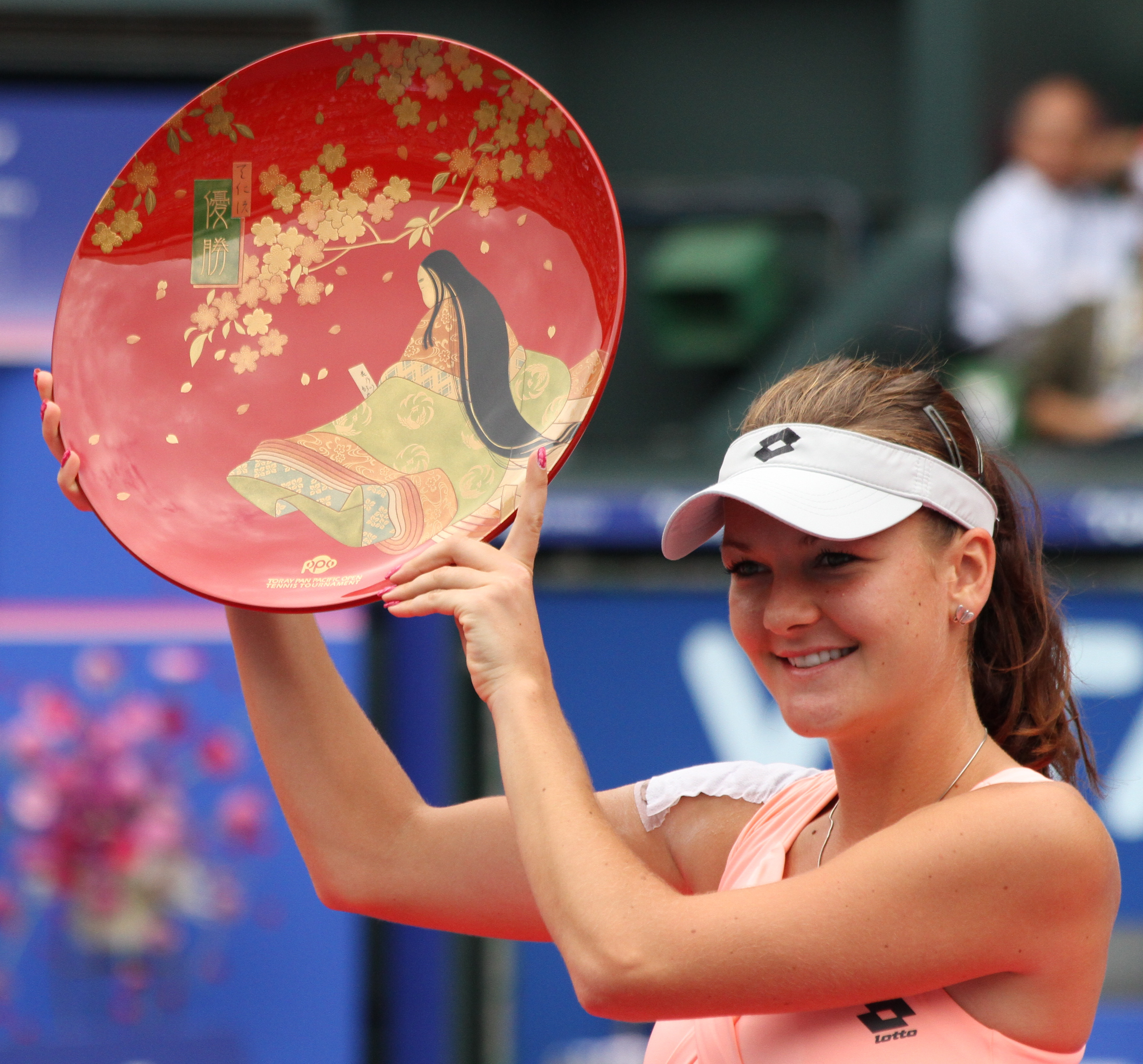
Radwanska a câștigat Toray Pan Pacific Open din 2011.

Radwańska a suferit cea mai timpurie eliminare de la Wimbledon, când a fost eliminată în runda a 2-a de cehoaica Petra Cetkovská, venită din calificări. La Mercury Insurance Open din 2011, Radwańska a ajuns până în finală, pe care a câstigat-o împotriva rivalei Vera Zvonareva în 2 seturi. Cu această victorie, ea a caștigat primul titlu din 2008 (Eastbourne) încoace. La Rogers Cup 2011 din Toronto, ea a învins-o înca o dată pe Zvonareva in runda a 3-a, revenind de la 0–4 în al doilea set. A fost eliminată în semifinale de Samantha Stosur, într-un meci de 3 seturi.
După ce a eliminat-o pe sora sa, Urszula,  în prima rundă a US Open, a fost eliminată în a 2-a rundă de viitoarea semifinalistă a turneului, Angelique Kerber. A razbunat această înfrângere la Toray Pan Pacific Open, învingând-o pe Kerber în 3 seturi, ajungând până în finală, unde a câștigat al treilea său meci în 2 seturi împotriva Verei Zvonareva, obținând astfel primul ei titlu Premier 5.
La China Open 2011, le-a eliminat pe Zheng Jie, Sofia Arvidsson, Ana Ivanovic (care s-a retras în timpul meciului datorită unei accidentări la spate în sferturile de finală) și Flavia Pennetta în 2 seturi , înainte de a caștiga o finală în 3 seturi împotriva jucătoarei germane Andrea Petkovic. S-a calificat pentru prima oară la Turneul Campioanelor de la Istanbul, de pe ultima poziție, după ce Marion Bartoli nu a reușit să cucerească titlul la Moscova.
La Turneul Campioanelor 2011, Radwańska a fost declarată de presă drept una dintre cele mai sexy jucătoare ale turneului. A pierdut primul meci în 3 seturi împotriva lui Caroline Wozniacki. A câștigat apoi pentru a 4-a oară în 2 seturi meciul împotriva Verei Zvonareva, revenind de la 3-5 în al 3-lea set și salvând trei mingii de meci. Pentru a se califica în semifinale, trebuia să câștige cel puțin un set împotriva Petrei Kvitová, dar a pierdut în 2 seturi. A încheiat anul pe locul 8 în ierarhia mondială cu un bilanț de 46–18, și a fost declarată de WTA drept jucătoarea favorită de simplu a fanilor.

### 2012: Numarul 2 mondial & prima finală majoră
În primele 4 luni ale lui 2012, Radwańska a câștigat două titluri la simplu, acumulând un bilanț de 28–5, învingându-și toate oponentele până la Victoria Azarenka, situată atunci pe prima poziție a clasamentului WTA.
În urma meciurilor pierdute în fața Azarenkăi la Apia International, Australian Open și Qatar Total Open, a câștigat primul titlu al sezonului la Dubai Tennis Championships, învaingând-o pe Julia Görges în 2 seturi. După accederea în sferturile de finală de la Indian Wells, a reușit să urce până pe locul 4 mondial. Al doilea titlu al ei a fost la Sony Ericsson Open, unde le-a învins pe Venus Williams în sferturile de finală, pe Marion Bartoli în semifinale și pe Maria Sharapova în finală. Radwańska a câștigat turneul fără a pierde vreun set pe parcursul acestuia.

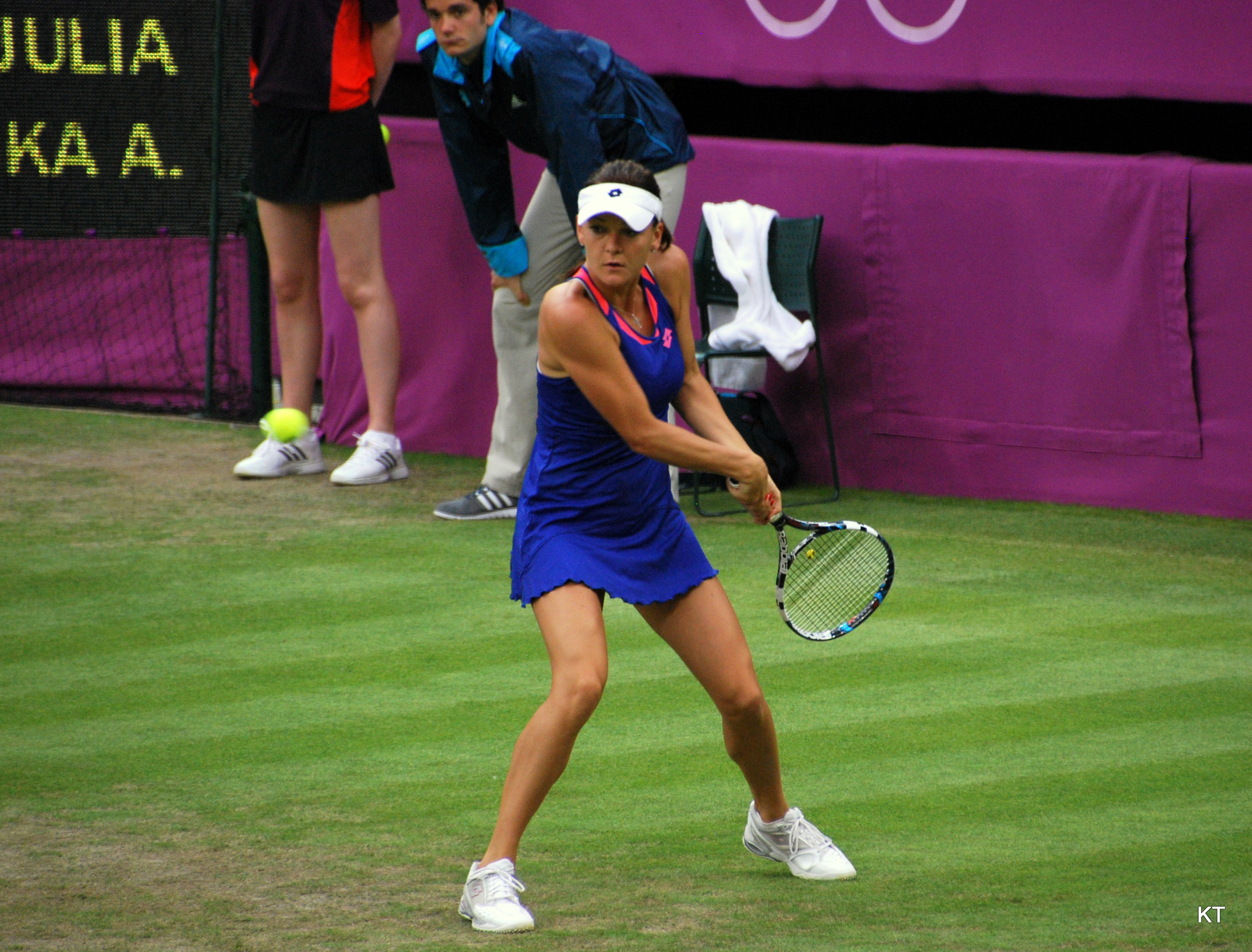
Radwańska jucând la Jocurile Olimpice de la Londra din 2012.

A 5-a înfrângere a sezonului și totodată a 5-a împotriva Azarenkăi, a venit în semifinalele turenului Porsche Tennis Grand Prix din Stuttgart. Apoi a participat la Mutua Madrid Open, unde a fost eliminată tot de Azarenka în semifinale, asigurându-și astfel locul 3 mondial. La Internazionali BNL d'Italia, a pierdut în primul meci împotriva Petrei Cetkovská, aceasta fiind prima sa înfrângere din acel an în fața altei jucătoare decât Azarenka. În finala turneului Brussels Open, Radwańska a învins-o pe Simona Halep în două seturi, câștigând al 3-lea titlu WTA al anului și al 10-lea al carierei. La French Open, a învins-o pe Venus Williams în runda a 2-a, dar apoi a fost eliminată în runda a 3-a de Svetlana Kuznetsova.
Radwańska a jucat prima sa finală de Grand Slam la Wimbledon 2012. Le-a eliminat pe Maria Kirilenko în sferturile de finală și pe Angelique Kerber în semifinale, pierzând titlul în fața Serenei Williams în 3 seturi. Prin accederea în finală, ea a devenit prima jucătoare poloneză din Era Open-urilor care a jucat o finală de Grand Slam, și a urcat pe locul 2 mondial.  Radwańska a fost purtătoarea steagului pentru Polonia la Jocurile Olimplice de vară din 2012. A fost eliminată înca din prima rundă de Julia Görges.
În timpul verii, pe suprafață dură, Radwańska a fost de două ori la doar un meci diferența de a deveni numărul 1 mondial. Ea a pierdut însă ambele ocazii împotriva lui Li Na, în sferurile de finală de la Rogers Cup 2012 și la Western & Southern Open 2012. Radwańska a fost eliminată în runda a 4-a a US Open 2012 de Roberta Vinci. Apoi, a ajuns din nou în finala Toray Pan Pacific Open, pierzând in 3 seturi în fața Nadiei Petrova. La China Open a fost eliminată de Li Na în sferturile de finală. Radwańska a câștigat primul meci din grupă la Turneul Campioanelor WTA, învingând campioana Petra Kvitová în două seturi. A pierdut apoi în 3 seturi cu Maria Sharapova. S-a calificat în semifinale în urma unei victorii cu Sara Errani, care a reprezentat cel mai lung meci de 3 seturi din istoria turneului,  dar a părăsit turneul în semifinale, fiind eliminată de Serena Williams. A învins-o apoi pe Williams într-un meci demonstrativ de la Toronto. La finalul sezonului, Radwańska a câștigat două premii WTA pentru profilul de facebook favorit al fanilor și videoclipul favorit al fanilor, fiind votată din nou Jucătoarea Favorită a fanilor.

### 2013: Lovitura anului WTA
Radwańska și-a început sezonul la ASB Classic în Auckland, unde a învins-o pe Yanina Wickmayer în finală, câștigând al 11-lea titlu la simplu al carierei. Ea a câștigat al doilea titlu al anului la Apia International, unde a învins-o pe Dominika Cibulková fără a pierde nici măcar un game. 

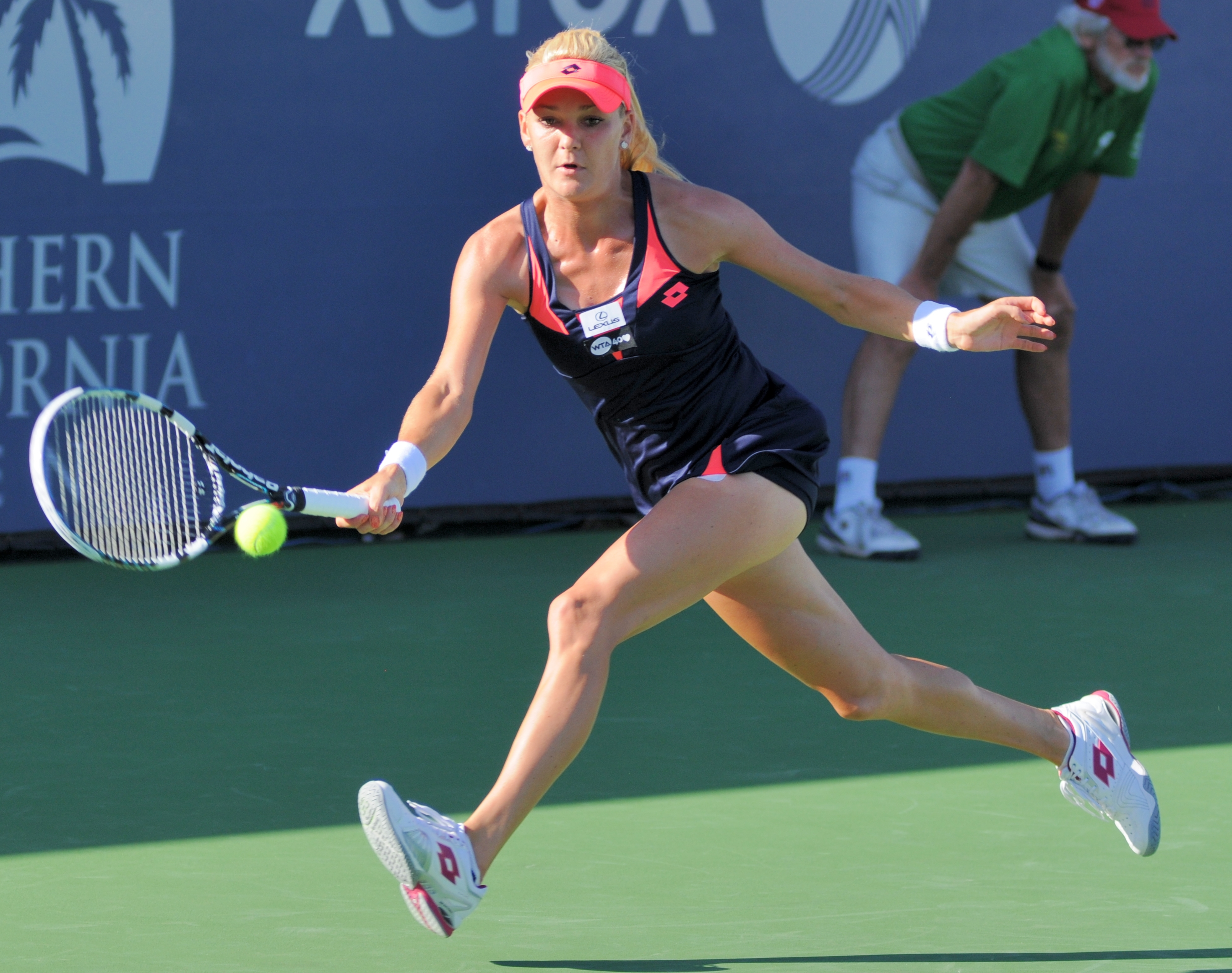
Radwańska în timpul meciului din sferturile de finală de la Southern California Open 2013.

Radwańska a ajuns până în sferturile de finală la Australian Open, părăsind turneul în urma unei înfrângeri suferite în fața lui Li Na. A urmat Qatar Total Open unde a fost eliminată în semifinale de cea care urma să fie numărul 1 mondial după câștigarea acestui turneu, Victoria Azarenka. De asemenea, a ajuns până în sferturile de finală la Dubai, unde a pierdut cu Petra Kvitová. La Paribas Open a pierdut în runda a 4-a cu Maria Kirilenko.
Apoi a participat la Sony Open ca și campioană en-titre. În timpul sfertului de finală câștigat împotriva lui Kirsten Flipkens, Radwańska a câștigat un punct în urma unei lovituri cu reverul, care a fost votată drept lovitura anului pe site-ul WTA.  A părăsit turneul în semifinale, fiind eliminată de Serena Williams. După eliminări rapide la turneele pe zgură, a ajuns pentru prima oară în sferturile French Open, pierzând în fața Sarei Errani, a 5-a favorită. A eliminat-o pe Na Li în sferturile de finală de la Wimbledon 2013, dar a pierdut în semifinale în fața Sabine Lisicki|Sabinei Lisicki. În acel an a fost premiată cu Crucea de Merit (Polonia) de către președintele polonez Bronislaw Komorowski. 
Următorul ei turneu a fost la Bank of the West Classic din Stanford, unde a intrat direct în runda a 2-a și a învins-o pe Francesca Schiavone. Le-a eliminat apoi pe Varvara Lepchenko și pe Jamie Hampton, pierzând finala în fața Dominikăi Cibulková. În septembrie, Radwańska a învins-o pe Anastasia Pavlyuchenkova, câștigând KDB Korea Open, al 3-lea titlu la simplu în 2013. A fost eliminată de la Turneul Campioanelor încă din faza grupelor, în urma unei înfrângeri în fața lui Angelique Kerber. La finalul sezonului, Radwańska a fost votată drept jucătoarea favorită a fanilor pe site-ul WTA pentru al 3-lea an consecutiv.

### 2014: Semifinală la Australian Open & titlul la Canadian Open

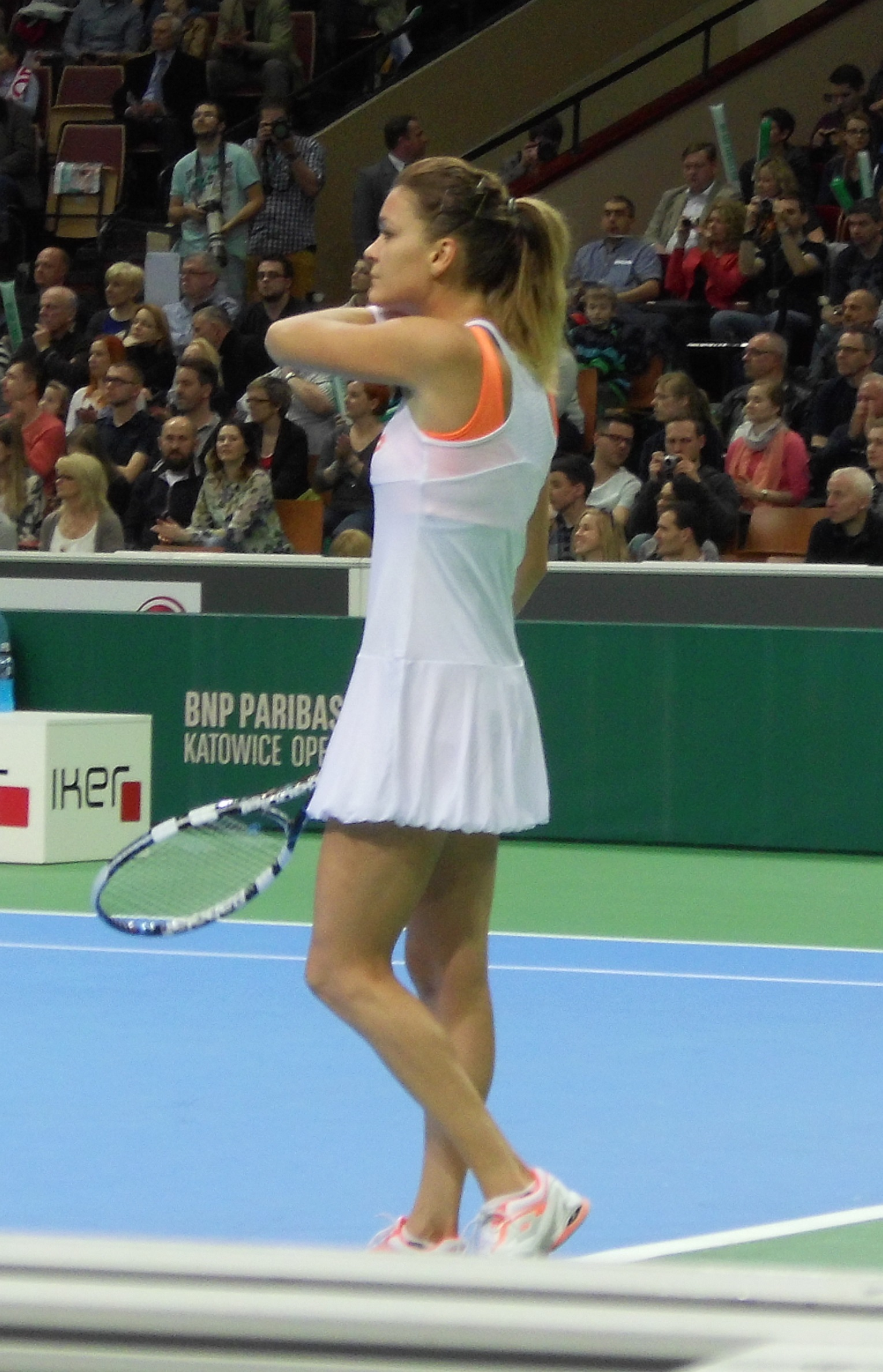
Radwańska în timpul semifinalei de la BNP Paribas Katowice Open din 2014.

Radwańska a început sezonul 2014 reprezentând Polonia la Hopman Cup, unde a jucat alături de compatriotul ei, Grzegorz Panfil. Perechea a ajuns până în finală unde Radwańska a învins-o pe Alizé Cornet în meciul de simplu. Însă, ea și Panfil au pierdut în fața lui Cornet și Jo-Wilfried Tsonga în meciul decisiv de dublu mixt.
După Hopman Cup, Radwańska nu a reușit să își apere titlul la Apia International din Sydney, fiind eliminată în runda a 2-a de Bethanie Mattek-Sands. A învins-o pe Victoria Azarenka la Australian Open, reușind să ajungă pentru prima oară în semifinalele turneului, pierzând însă în fața Dominikăi Cibulková. Radwańska a jucat de asemenea și semifinalele turneului Qatar Total Open din Doha, pierzând în fața viitoarei campioane, Simona Halep.
Și-a luat revanșa în fața Simonei Halep în semifinalele turneului BNP Paribas Open, ajungând în finală pentru prima oară în cariera sa. În mare parte datorită unei accidentări la genunchi, Radwańska a fost învinsă de Flavia Pennetta. She was in tears while apologizing to the crowd afterward, saying she was unable to run. Cu ochii în lacrimi, și-a cerut scuze de la susținătorii din public, spunând că nu a fost în stare să alerge.[41] La Miami a ajuns până în sferturile de finală, unde a fost eliminată de Dominika Cibulková în 3 seturi.
În aprilie, Radwańska a jucat la BNP Paribas Katowice Open, la 75 de kilometri de orașul ei natal, Cracovia.  După victoriile cu Kristyna Plișkova, Francesca Schiavone și Yvonne Meusburger, a fost eliminată în semifinale de Alize Cornet. Radwańska, care juca într-un turneu WTA din Polonia pentru prima oară în 7 ani, a conchis: "Sunt foarte emoționată. Încă mai am o grămadă de amintiri legate de prima mea tragere la sorți, de la Varșovia din 2006. Fiind doar o fată de 17 ani, am reușit să o înving pe campioana de la French Open 2004, Anastasia Myskina în prima rundă. Nu mi-aș fi putut imagina un debut mai bun decât acesta. Deci cariera mea în tenis chiar a început în țara mea natală și sunt foarte bucuroasă de această oportunitate." 
A ajuns până în sferturile de finală de la Porsche Tennis Grand Prix din Stuttgart și în semifinalele de la Mutua Madrid Open, fiind eliminată de la ambele turnee de Maria Sharapova. La Internazionali d'Italia din Roma, a fost eliminată în sferturile de finală de Jelena Jankovic. După eliminări timpurii la French Open și Aegon International, a ajuns până în a 4-a runda la Wimbledon, cu victorii în fața Andreei Mitu, Casey Dellacqua și Michelle Larcher De Brito, dar a pierdut în runda a 4-a în fața Ekaterinei Makarova.

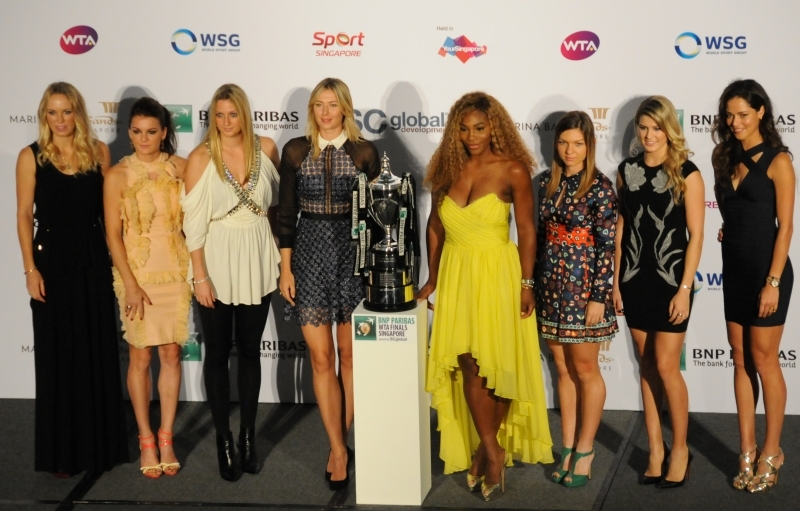
Radwańska în timpul Turneului Campioanelor din 2014..

La turneul Bank of The West Classic, deși era a doua favorită, a fost eliminată în runda a doua în 3 seturi de Varvara Lepchenko. La Rogers Cup din Montreal, Radwańska le-a învins pe Barbora Zahlavova Strycova, Sabine Lisicki, Victoria Azarenka și Ekaterina Makarova pentru a ajunge în finală, unde a învins-o pe Venus Williams, câștigând primul ei titlu al sezonului și totodată primul Canadian Open al carierei. A urmat turneul Western & Southern Open, unde le-a învins pe Kurumi Nara și Sabine Lisicki înainte de a pierde în sferturile de finală în fața lui Caroline Wozniacki.
La US Open, Radwańska a învins-o pe Sharon Fichman în prima rundă, dar a pierdut în a doua în fața lui Peng Shuai. În septembrie, Radwańska a jucat la  Kia Korea Open 2014, unde le-a învins pe en:Polona HercogPolona Hercog  și Chanelle Scheepers. A jucat apoi în sferturile de finală cu Varvara Lepchenko, pierzând în 3 seturi.
La Turneul Campioanelor a fost desemnată să joace în Grupa Albă alături de Maria Șarapova, Petra Kvitová și Caroline Wozniacki. A învins-o pe Petra Kvitová în primul ei meci din grupă dar a pierdut următoarele două meciuri cu Maria Sharapova și Caroline Wozniacki. Deși a avut doar o victorie și două înfrângeri, ea a terminat pe locul 2 în grupă și s-a calificat în semifinale, pierzând în fața Simonei Halep. A terminat anul pe locul 6 în ierarhia mondială.
După încheierea sezonului, Radwańska a reușit să-și învingă din nou idolul din copilărie, Martina Hingis, într-un meci de un set, parte a unui concurs pe echipe de la Champions Tennis League din India. Hingis a învins-o apoi pe Radwańska în următorul lor meci direct de la concurs.
De-a lungul anului 2014, Radwańska a câștigat două titluri WTA: lovitura anului și pentru al patrulea an la rând, jucătoarea favorită a fanilor. Și-a exprimat recunoștința față de fani și a numit titlul drept o "onoare".

### 2015: Navrátilová și un nou început, ieșire temporală din top 10, revenire cu semifinala de GS și titlu la Turneul Campioanelor
La sfârșitul sezonului 2014, Radwańska a cooptat-o pe Martina Navrátilová în echipa sa de antrenori, având ca obiectiv principal câștigarea unui turneu de Grand Slam. Radwanska a ajuns până în turul 4 la Australian Open, fiind eliminată de Venus. In următoarele luni Aga a suferit eliminări premature la turneele la care a participat, totul culminând cu eliminarea in primul tur la Roland Garros după înfrângerea suferită la Beck. Aceste rezultate slabe au scos-o pe Aga din top 10 pentru prima dată din 2010 încoace. Aga a concediat-o pe Navratilova din stafful sau după ieșirea din top 10. In sezonul de iarba, Radwanska a ajuns in semifinale la Nottingham, fiind eliminată de Monica Niculescu, apoi a făcut finala la Eastbourne și a ajuns in semifinale la Wimbledon, fiind eliminată de Garbine Muguruza. După sezonul de iarba, Aga a revenit în top 10, dar pentru scurt timp, rezultatele dezamăgitoare revenind în USO Series, unde a reușit doar sferturi la Rogers Cup și a pierdut in primul tur la Cincinnati. A pierdut in turul 3 la USO, unde a fost eliminată de Madison Keys. Radwanska a reușit să câștige mai apoi titlul premier de la Tokyo, sa ajungă în semifinale la Beijing si sa câștige titlul de la Tianjin. La Singapore a pierdut primele 2 meciuri din grupe, la Sharapova și Pennetta, dar a câștigat ultimul meci din grupe cu Simona Halep și s-a calificat în semifinale unde a trecut de Garbine Muguruza și a câștigat finala cu Petra Kvitova, acesta fiind cel mai important trofeu din cariera Radwanskai, fiind abia a doua jucătoare din istorie care câștigă Turneul Campioanelor fara  Grand Slam in palmares. A terminat anul pe locul 5.
2016 : semifinala la Australian Open și  titlu Premier Mandatory la Beijing
Radwanska a ajuns pentru a doua oară  în cariera în semifinale  la Australian Open,  fiind învinsă de Serena Williams. A reușit mai apoi semifinale la Indian Wells, unde a pierdut la  aceeași Serena  Williams. A urmat un sezon de zgură mediocru, cu cel mai bun rezultat o optime la Roland Garros, unde a pierdut la Pironkova. Nici în sezonul de iarba n-am strălucit, pierzând in optimi la Wimbledon  in fata Ekaterinei Makarova. A  reușit să ajungă  în sferturi la Cincinnati, unde a fost învinsă de Simona Halep și să câștige titlul premier de la New Haven, pierzând  mai apoi in optimi la US Open, la Ana Konjuh. In Asia a reușit să câștige încă un titlu premier  Mandatory  la Beijing, după o finala cu Johanna Konta. La Singapore, unde era deținătoarea trofeului, a ajuns până în semifinale, fiind învinsă de Angelique Kerber.
2017 : declinul si iesirea din top 25
Radwanska a inceput anul promitator, cu  finala la Sydney, fiind învinsă de Johanna Konta in ultimul act. Apoi a fost eliminată în turul 2 la Openul Australian, fiind învinsă de Lucic Baroni. Apoi a suferit eliminări rapide la turneele din februarie și martie. A pierdut in turul 2 la Stuttgart, suferind o accidentare din cauza căreia a ratat turneele de la Madrid și Roma, revenind la Roland Garros, unde a pierdut in turul 3 la Alize Cornet. Rezultatele dezamăgitoare continuând și în sezonul de iarba, unde a pierdut in turul 2 la Eastbourne și în turul 4 la Wimbledon, fiind învinsă de Svetlana Kuznetsova. In USO Series au continuat eliminările premature, pierzând in turul 3 la Toronto si Cincinnati, cel mai  bun rezultat fiind semifinala de la New Haven. A pierdut in turul 3 la Openul American, fiind învinsă de Coco Vandeweghe. Nici în Asia lucrurile n-au stat prea bine pentru Aga care a pierdut in optimi la Wuhan și Beijing, ratând calificarea atât la Singapore, cât și la Zhuhai, terminând anul înafara top 25 pentru prima dată după un deceniu. 
2018 : continuarea incertitudinilor, ieșirea din top 30
Radwanska a inceput anul la Auckland de  pe locul 28, unde a pierdut în sferturi  la Sascha Vickery.  A urmat turneul de la Sydney, unde a invins locul 9, Johanna Konta in primul tur, dar a pierdut in sferturi la Giorgi, ieșind pentru prima dată după 10 ani din top 30. La Australian Open, Radwanska a fost învinsă în turul 3 de către Hsieh. Rezultatele dezamăgitoare au continuat și în februarie, pierzând in turul 2 la Doha și în primul tur la Dubai

## Participarea la Fed Cup
Din 2006 până în prezent, Radwańska a participat anual la Fed Cup. În total a jucat 48 de meciuri la Fed Cup, obținând 41 de victorii și 7 înfrângeri. Pentru performanțele ei a fost premiată cu două premii Fed Cup Heart.  “Cred că este grozav să joci în Fed Cup," a spus Radwańska, "Am jucat în ultimii ani și cred că asta a ajutat echipa Poloniei să urce. Sunt foarte bucuroasă și voi fi întotdeauna pregătită să joc".
Ca membră a echipei de Fed Cup a Poloniei, Radwańska a jucat în Play-offul mondial al Fed Cup din 2014. La Barcelona a condus Polonia către o victorie cu 3–2 în fața Spaniei, care a permis Poloniei să ajungă în Grupa Mondială a Fed Cup 2015 pentru prima oară în peste 20 de ani.

## Rivalități

### Radwańska vs. Zvonareva

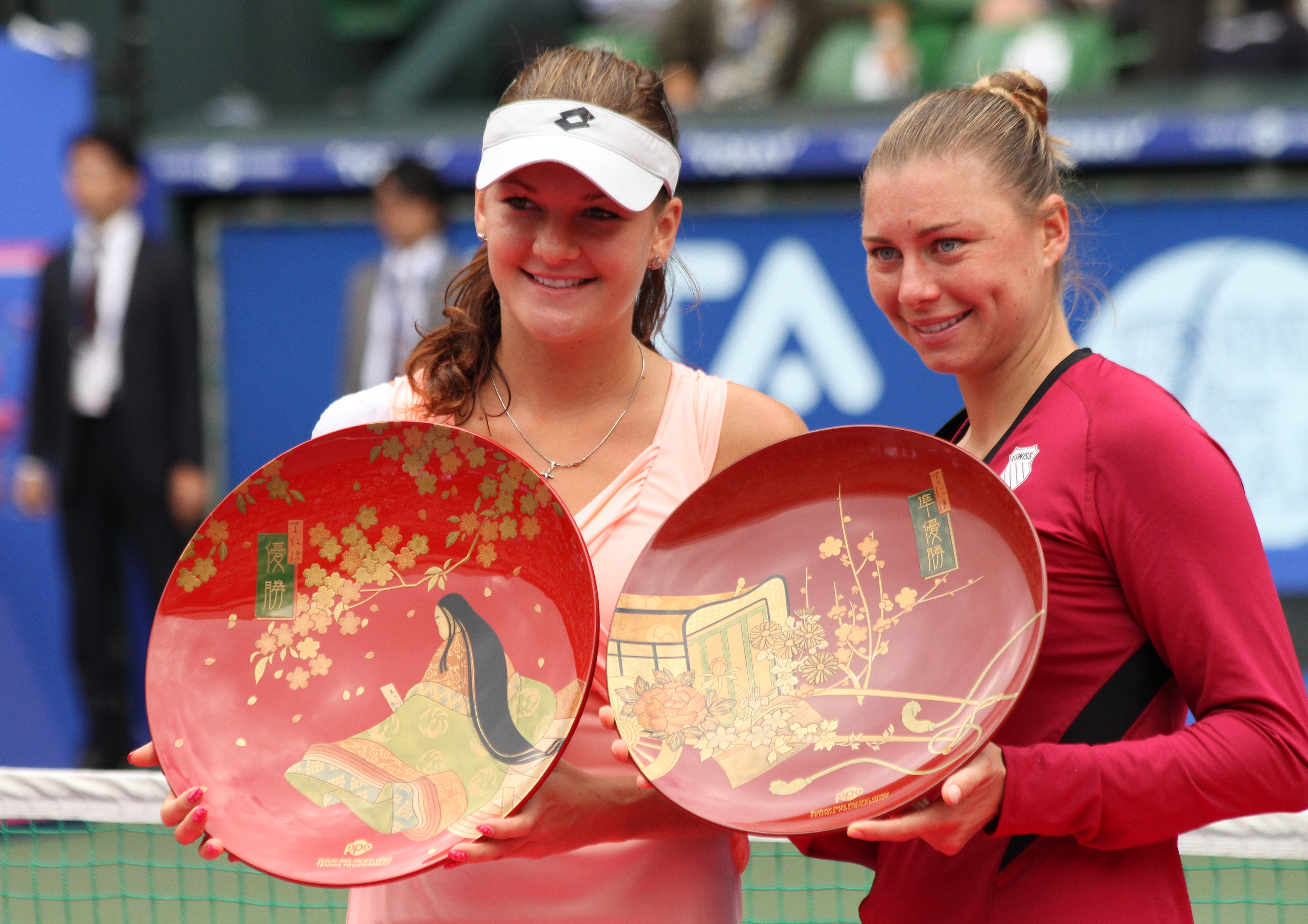
Radwańska și Zvonareva în urma finalei de la Pan Pacific Open din 2011.

Radwańska are o rivalitate cu rusoaica Vera Zvonareva care a început în 2007. Radwańska conduce cu 4–2.
De-a lungul întâlnirilor dintre cele două jucătoare, Radwańska s-a dovedit capabilă să facă față ritmului și mișcărilor lui Zvonareva. Zvonareva este considerată mai puternică, în timp ce Radwańska a atras atenția asupra sa datorită faptului că este mai concentrată în timpul meciurilor, a concis jurnalista Courtney Nguyen în urma meciurilor directe dintre cele două din 2011.
Primul lor meci a avut loc la Kremlin Cup 2007, cu o victorie a Zvonarevei în două seturi. Ele nu au mai jucat vreun meci direct până în 2011, când Radwańska a caștigat 4 din cele 5 întâlniri pe care acestea le-au avut — inclusiv finalele de la Mercury Insurance Open și Pan Pacific Open. Ultima lor întâlnire din 2011 a fost la Turneul Campioanelor. Fiind condusă cu 3–5 în al treilea set, Radwańska a salvat 3 mingi de meci și, în final, a câștigat meciul. Aceasta a fost a 4-a victorie împotriva Zvonarevei, pe care o descrie ca fiind "foarte consistentă și întotdeauna dornică să câștige."

### Radwańska vs. Li
Radwańska și Li Na s-au întâlnit pentru prima oară în 2009. Li conduce cu 6–5. Radwańska a câștigat majoritatea întâlnirilor pe iarbă și singura lor întâlnire pe zgură. Li a câștigat majoritatea întâlnirilor de pe suprafața dură.  După primele lor 4 meciuri din 2009 și 2010, scorul direct era 2–2, inclusiv câte o victorie pentru fiecare la Wimbledon, Radwańska câștigând în 2009 iar Li în 2010. În 2012 Radwańska și Li s-au întâlnit de 4 ori, Li obținând 3 victorii. Li a pierdut în sferturile de finală de la Stuttgart, dar a dominat la Montréal, Cincinnati și Beijing. Li a privat-o pe Radwańska de a urca pe locul 1 în ierarhia mondială. În 2013 ambele au câștigat primul turneu la care au jucat. Ambele au fost imbatabile până la prima întâlnire directă, semifinala celui de-al doilea turneu la care jucau, cel de la Sydney. Radwańska a învins-o pe Li și mai târziu a câștigat turneul. La Australian Open 2013, Li a fost prima jucătoare care a reușit să o învingă pe Radwańska în acel sezon, cu o victorie în sferturile de finală. În acel an s-au întâlnit și la Wimbledon în sferturile de finală, Radwańska câștigând în 3  seturi.

### Radwańska vs.Wozniacki
Radwańska și Caroline Wozniacki s-au întâlnit de 11 ori, Wozniacki conducând cu 7–4. Wozniacki conduce cu 6–4 pe suprafață dură și cu 1–0 pe zgură.
S-au îtâlnit prima oară la Nordea Nordic Light Open 2007, Radwańska câștigând în două seturi. După aceea, Wozniacki a câștigat următoarele 5 meciuri, până la Apia International Sydney 2012 unde a pierdut în 3 seturi. Radwańska a câștigat apoi următoarele 3 meciuri, până la Western & Southern Open 2014 unde a pierdut în două seturi. Ultima lor întâlnire a fost la Turneul Campioanelor (WTA) din 2014 unde Wozniacki a câștigat în două seturi.

### Radwańska vs. Ivanovic
Radwańska și Ana Ivanovic au avut prima întâlnire profesionistă în 2006. Radwańska conduce cu 7–3. Majoritatea meciurilor directe au fost jucate pe suprafață dură. Radwańska conduce și la întâlnirile pe zgură
Radwanska vs Halep
Este 5-5 la scorul întalnirilor directe. Majoritatea întalnirilor directe au avut loc pe hard. Cele mai importante meciuri ale lor au fost semifinalele de la Singapore 2014, meci câștigat de Halep și semifinalele de la Indian Wells 2014, meci câștigat de Radwanska. Scorul întalnirilor directe pe zgura e de 1-1

## Stilul de joc și echipamentul

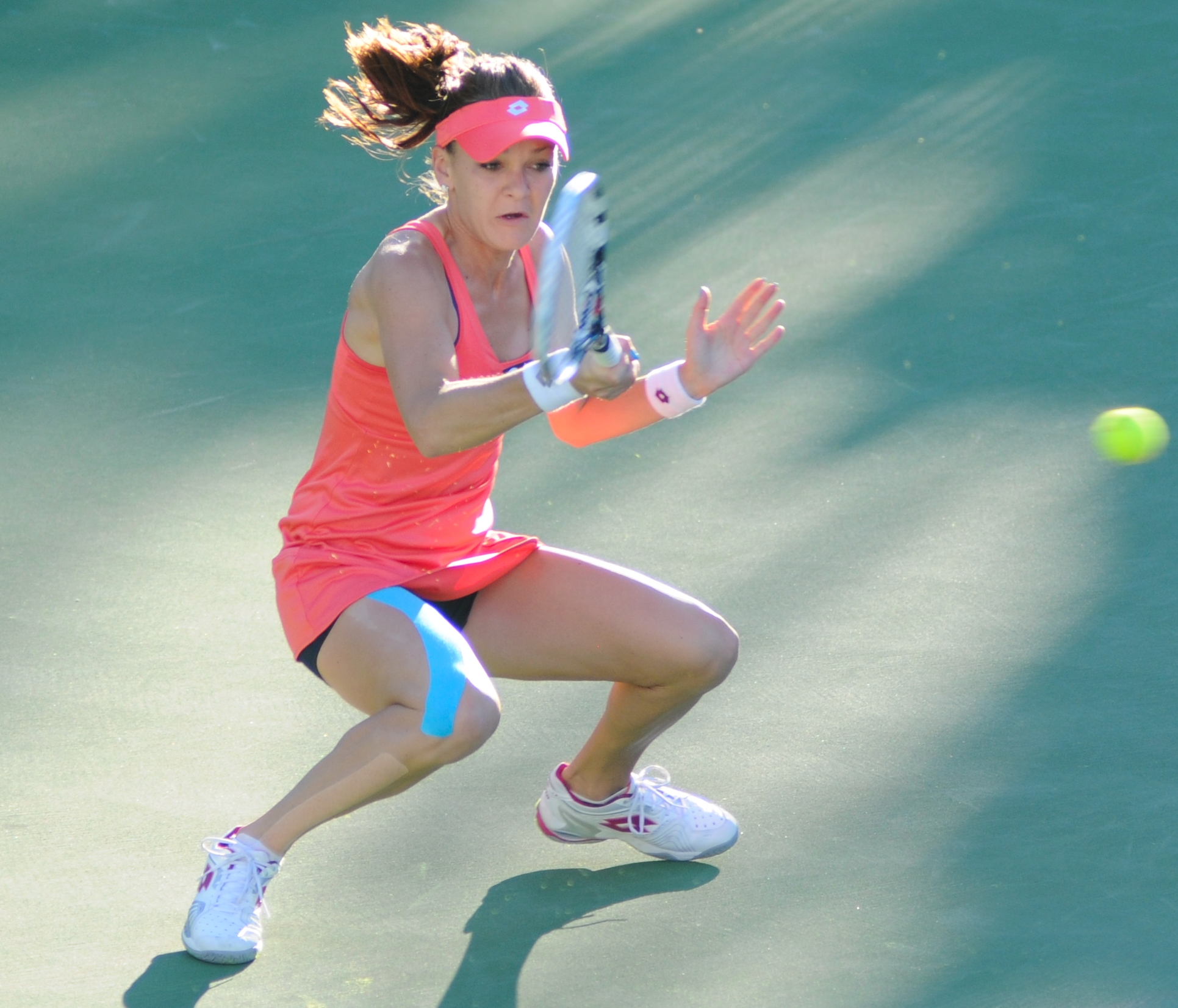
Radwańska în acțiune.

În 2012, Tom Perrotta de la The Wall Street Journal a numit-o pe Radwańska "cea mai tactică și subtilă jucătoare din lume."
Jocul Agnieszkăi este bazat pe varietate, mobilitate și tendința de a anticipa mișcările oponentei sale. De obicei folosește acest stil pentru a-și pregăti tactica – fie începe meciul focusându-se pe victorie fie își surprinde adversara făcând-o să lovească într-un loc greșit.
De asemenea se remarcă prin loviturile ei ghemuite, în timpul cărora ea întoarce sau redirecționează o minge ușoară, împreună cu reverurile ei.

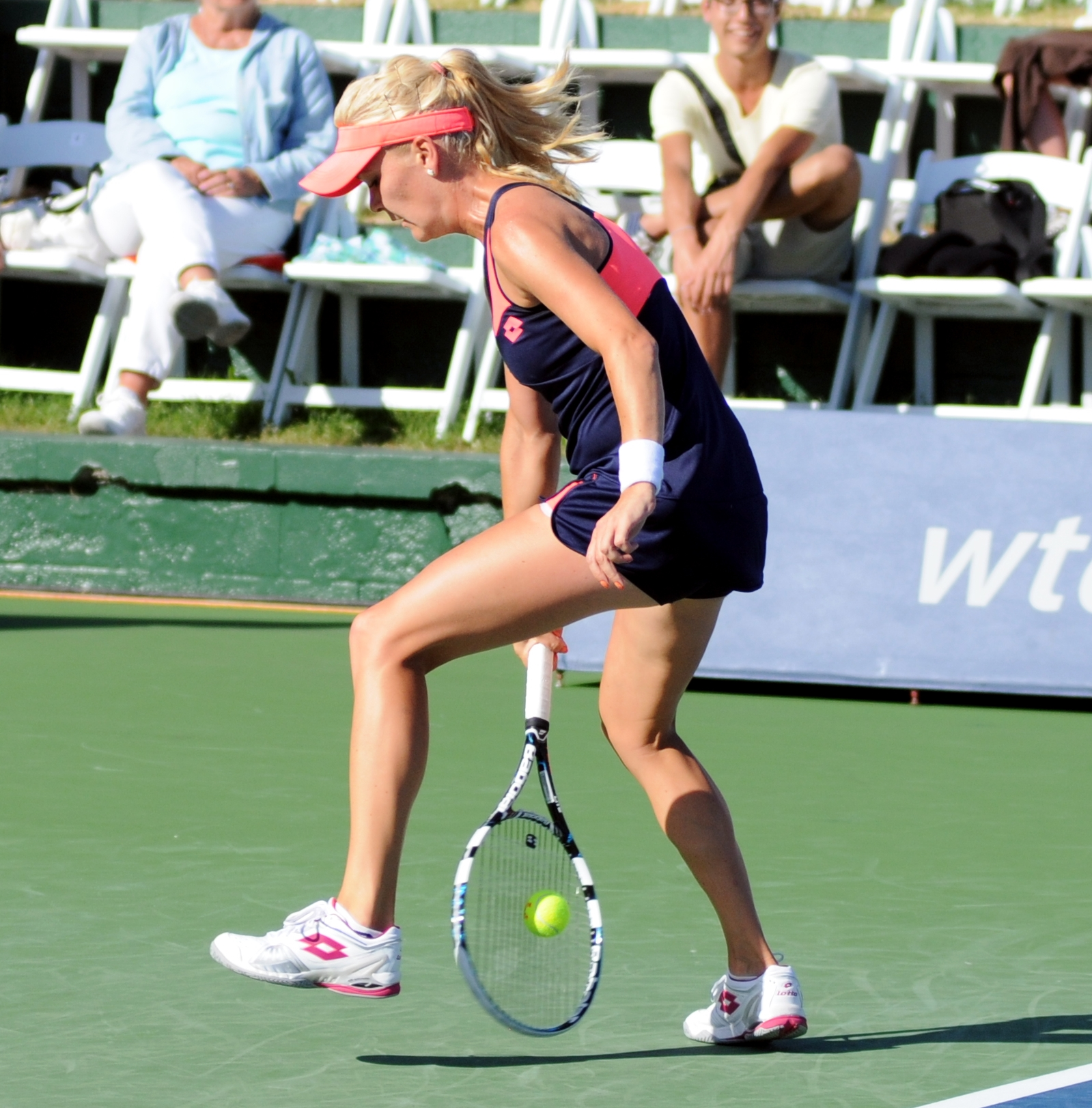
Radwańska în acțiune.

Una dintre principalele slăbiciuni a Radwańskai este lipsa ei de putere atunci când servește și când întoarce mingile. Serva ei, mai ales a doua ei servă, este în general lentă și vulnerabilă la atacuri. "Nu cred că voi putea vreodată să servesc cu 200 de kilometri pe oră, pur și simplu nu este corpul meu", spune Radwańska. "Trebuie să fac altceva. Am fost născută să joc așa. Am o grămădă de idei. În mintea ta e ceva de genul: 'Ok, merg în josul liniei, apoi pe diagonala terenului.' Dar ai o singură secundă, sau nici măcar atât, trebuie să fie din reflex." 
Comentatorii de tenis, inclusiv fostul jucător profesionist Wojciech Fibak, au comparat stilul ei de joc cu cel al  Martinei Hingis, iar Fibak a descris-o ca având "mișcări naturale care înțeleg geometria terenului". Radwańska a spus că Hingis este idolul ei. Ea și Hingis au avut o singură întâlnire oficială, în 2007, cu victoria Radwańskăi în 3 seturi.
Radwańska folosește rachete Babolat Pure Drive Lite, iar echipamentul este sponsorizat de Lotto.

### Antrenori
În 2011, Radwańska a început să lucreze cu antrenorul de Fed Cup, Tomasz Wiktorowski, care l-a înlocuit pe tatăl ei. Borna Bikic, un antrenor veteran din circuitul WTA, li s-a alăturat în 2012.
Radwańska a angajat-o pe Martina Navrátilová ca parte din echipa ei la sfârșitul anului 2014.

## Sponsori
După ani în care și-a exprimat iubirea pentru lanțul american de restaurante, Agnieszka Radwańska a devenit primul sportiv sponsorizat de Cheesecake Factory. Radwańska a început să poarte logo-ul Cheesecake Factory pe tricoul ei de la turneul BNP Paribas Open 2014. În plus, va purta logo-ul pe tricou la toate meciurile pe care le va juca în SUA.
Pe 1 ianuarie 2014 Radwańska a devenit imaginea companiei de ceasuri de lux Rado. A semnat un contract valabil pe 3 ani cu compania de ceasuri, devenind al 3-lea jucător de tenis care se alătură lui Rado, după Julia Georges și Andy Murray. În urma înțelegerii Radwanska trebuie să poarte ceasul HyperChrome Automatic Chronograph, făcut din ceramică albă, descris de Rado ca un ‘ceas sportiv și elegant, o potrivire perfectă pentru jucătoarea cunoscută pentru stilul ei de joc de pe teren și aparițiile ei încântătoare din afara terenului’.
Radwańska are de asemenea un parteneriat cu Lexus. Ca urmare a acestei sponsorizări, logo-ul Lexus apare pe echipamentul de joc al Agnieszkăi la toate Grand Slam-urile, Masters-urile și în anumite turnee de tipul Premier și Premier Mandatory. În plus, Radwańska conduce ultimul model de limuzină Lexus.
Radwańska are de asemenea contracte de sponsorizare cu Babolat, Lotto Sport Italia, Vanquis Bank, Amica, Dayli și Play.